# Антон Велков
Антон Велков е бивш български футболист и настоящ старши треньор.
Роден е на 15 юли 1968 г. в София. Играл е за Локомотив София, Падерборн и Вирджиния Маринърс в САЩ.

## Треньорска кариера
Велков започва треньорската си кариера през 2007 г. като асистент треньор на Стефан Грозданов в Локомотив (София).
От 2008 г. до 2010 г. последователно е асистент и старши треньор в Миньор (Перник). На 23 декември 2010 г. е назначен за старши треньор на Черноморец (Бургас). На 5 октомври 2011 г. се завръща в родния си клуб Локомотив (София) вече като старши треньор.
Успехи като треньор – шампион с юношите на Локомотив София 2003 г., Треньор № 1 на Перник. Рекорд от 13 победи и 45 точки 2009 – 2010 г. с Миньор Перник. Треньор № 3 на България за 2010 г. Награда от Асоциацията на Българските Футболисти.
Баща е на футболиста Костадин Велков.
От 2015 г. до юли 2016 г. е старши треньор на Локомотив 1929 (София).